# Bugny
Bugny – miejscowość i gmina we Francji, w regionie Burgundia-Franche-Comté, w departamencie Doubs.
Według danych na rok 2010 gminę zamieszkiwało 158 osób, a gęstość zaludnienia wynosiła 33 osoby/km².